# Camille Avrillon
Camille Avrillon va ser un ciclista francès. Va destacar com amateur en el ciclisme en pista, on va aconseguir una medalla de bronze al Campionat del món de velocitat de 1907, per darrere dels seus compatriotes Jean Devoissoux i André Auffray.